# سفارة النمسا في بولندا
سفارة النمسا في بولندا هي أرفع تمثيل دبلوماسي لدولة النمسا لدى بولندا. تقع السفارة في وارسو وهي تهدف لتعزيز المصالح النمساوية في بولندا.

## وصلات خارجية
- الموقع الرسمي
- قائمة سفارات النمسا
- قائمة السفارات في بولندا